# Puttalam
Puttalam (Sinhala පුත්තලම) ist eine 45.000-Einwohner-Stadt an der Westküste Sri Lankas und Hauptort des gleichnamigen Verwaltungsdistrikts.

## Beschreibung
Puttalam liegt am Ufer einer Brackwasserlagune, genannt Puttalam-Lagune, über die der Fluss Kala Oya in den Indischen Ozean mündet. Von der Puttalam-Lagune zweigt auch der etwa 120 km lange Kanal ab, der im 18. Jahrhundert während der Niederländischen Kolonialperiode angelegt wurde und entlang der Westküste über Negombo bis nach Colombo verläuft. Die Entfernung zur de facto-Hauptstadt Colombo über die Straße beträgt 140 km. Dorthin besteht auch eine Eisenbahnverbindung: Puttalam ist Endpunkt der bei Colombo abzweigenden „Puttalam Line“.
Die Ortschaft findet bereits seit dem 6. Jahrhundert v. Chr. Erwähnung, als König Vijaya an der Lagune angelegt haben soll. Im 14. Jahrhundert machte Ibn Battūta hier Halt. Heutzutage ist Puttalam, was ungewöhnlich für Sri Lanka ist, muslimisch geprägt: über 90 Prozent der Bewohner sind Muslime. Weitere etwa 7 Prozent der Bevölkerung hier und in der Nordwestprovinz sind hinduistische „Negombo-Tamilen“, während der sonst auf Sri Lanka vorherrschende Buddhismus hier nur eine geringe Rolle spielt.

## Wirtschaft
Die größte wirtschaftliche Bedeutung in und um Puttalam haben Salzgewinnung, Fischerei, Landwirtschaft (u. a. Kokosnuss-Anbau) und Stromerzeugung. Am gegenüberliegenden Laguneufer ist seit 2011 das Kohlekraftwerk „Lakvijaya Power Station“ in Betrieb und nördlich Puttalams gibt es an der Lagune seit 2010 zwei Windparks. Darüber hinaus ist in Puttalam ein Zementwerk in Betrieb.
Der Tourismus ist hier weniger ausgeprägt als etwa an der Südküste, gewinnt jedoch zunehmend an Bedeutung: so gilt etwa der nahegelegene Strandort Kalpitiya als beliebter Ort für Bootstouren mit Delfin- und Walbeobachtung. Populäres Ausflugsziel ist auch der Wilpattu National Park nördlich von Puttalam.

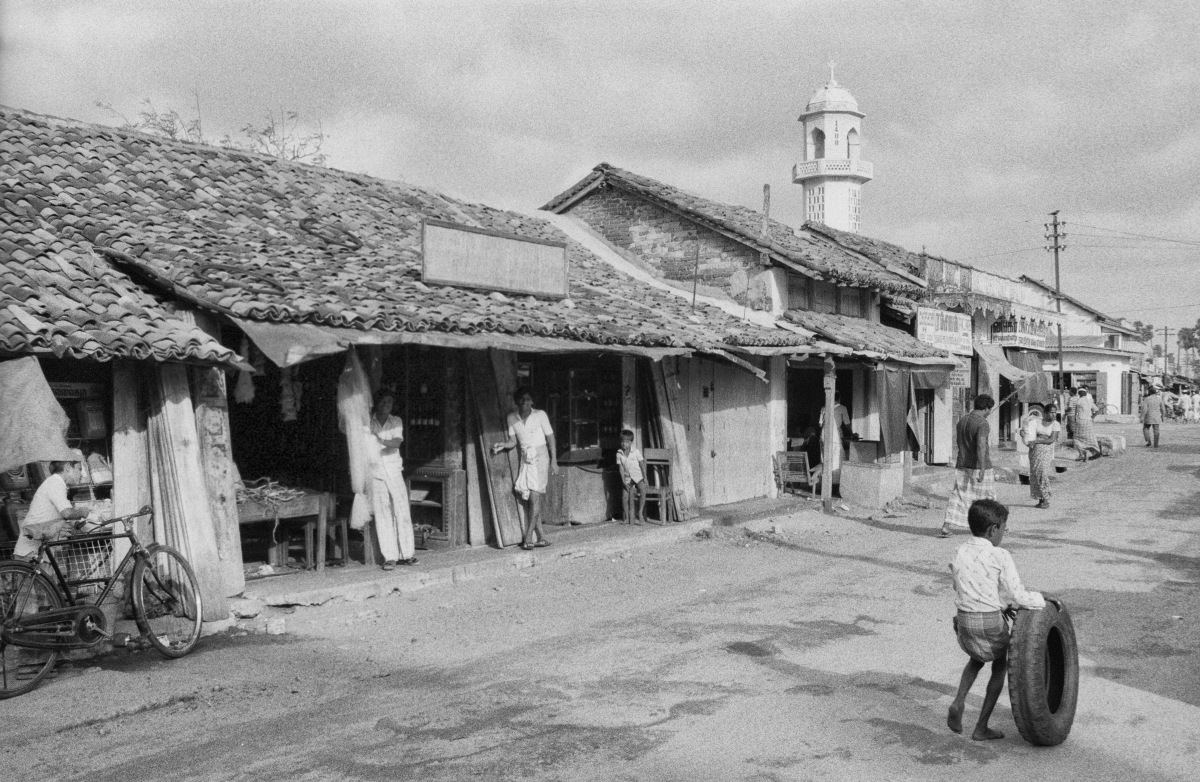
Straßenszene in Puttalam, 1984
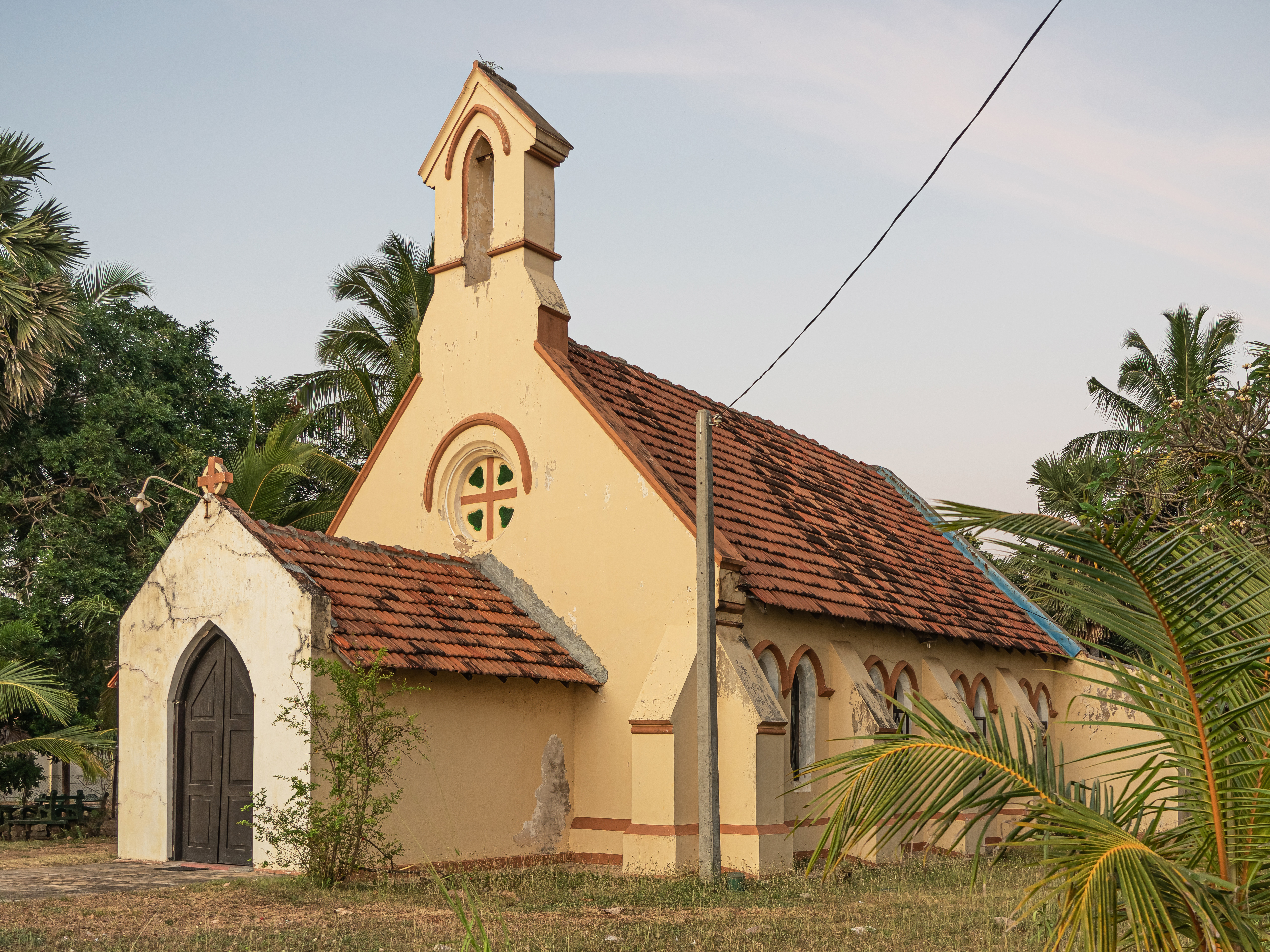
Eine Kirche in Puttalam
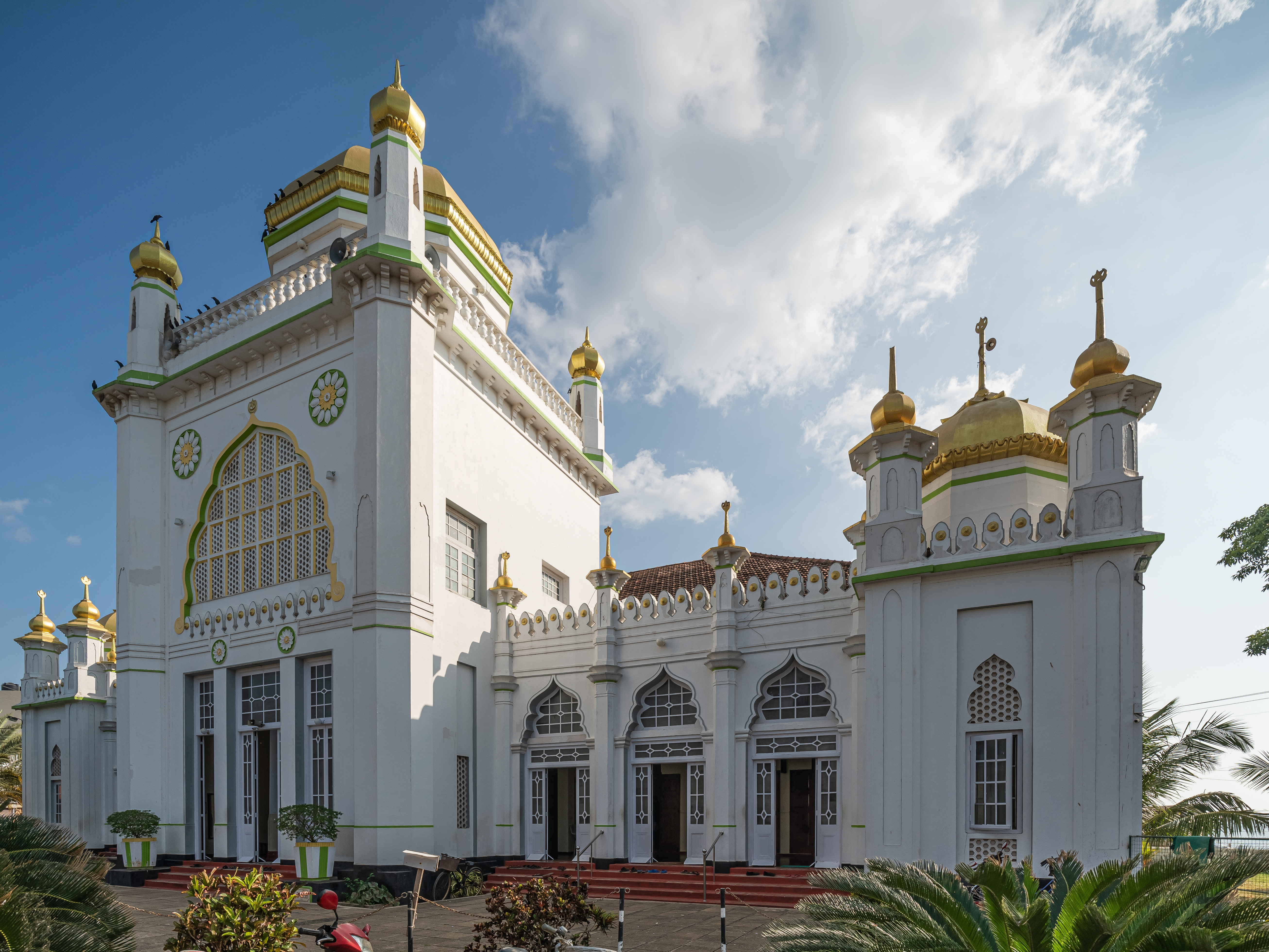
Große Moschee
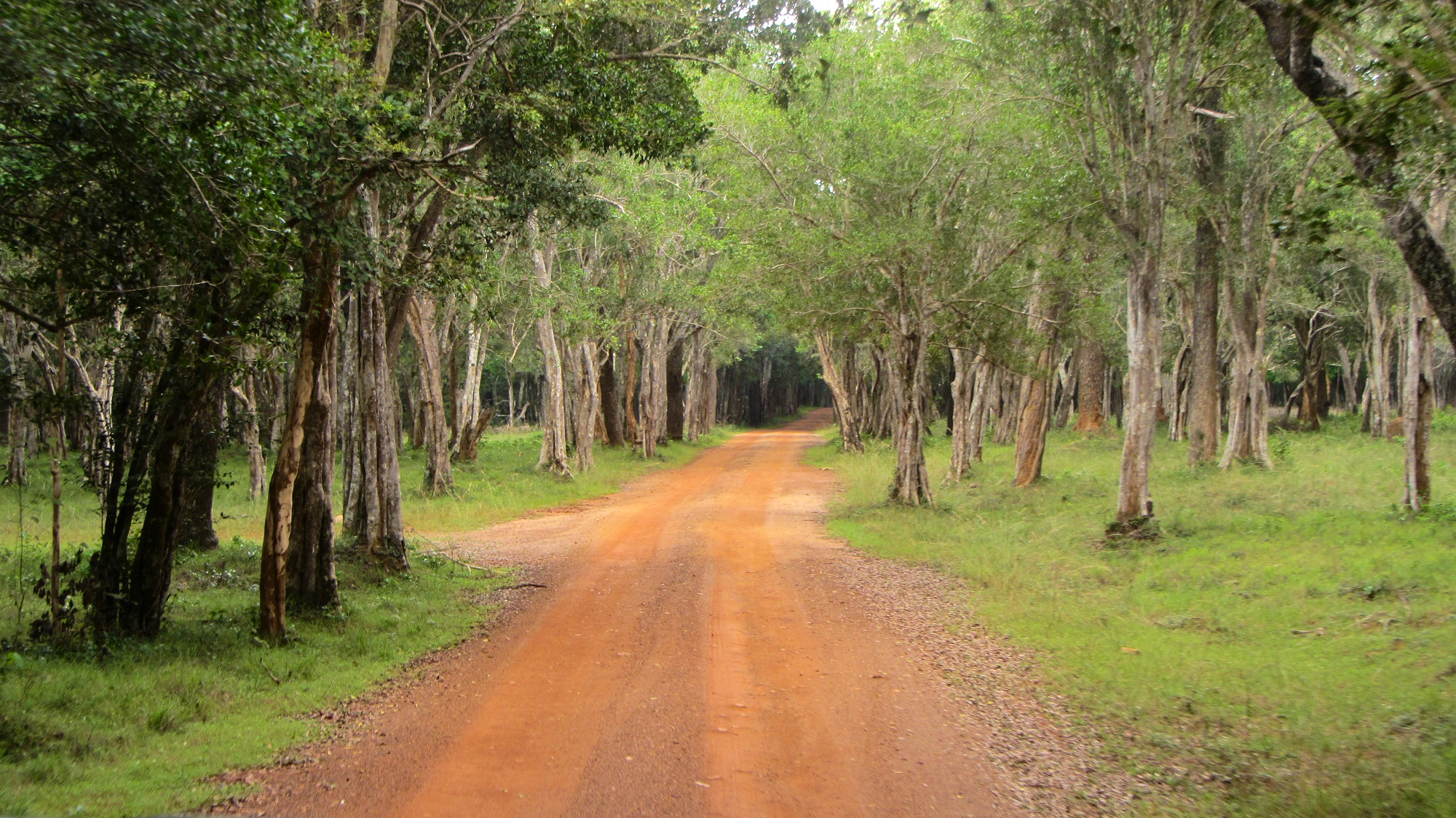
Wilpattu-Nationalpark